# Krakovski groš
Krakovski groš (lat. grossus cracoviensis, mn. grossi cracovienses, polj. grosz krakowski, nje. Krakauer Groschen), bio je poljski kovani novac kovan od 1367. godine. Kovao se u gradu Krakovu. 
Imao je masu od 3,2 grama srebra te je bio ekvivalent 12 denara.
Bio je sličan praškom grošu. U promet ga je dao pustiti poljski kralj Kazimir III. Veliki 1367. godine. 